# Louis d’Orléans, duc de Nemours

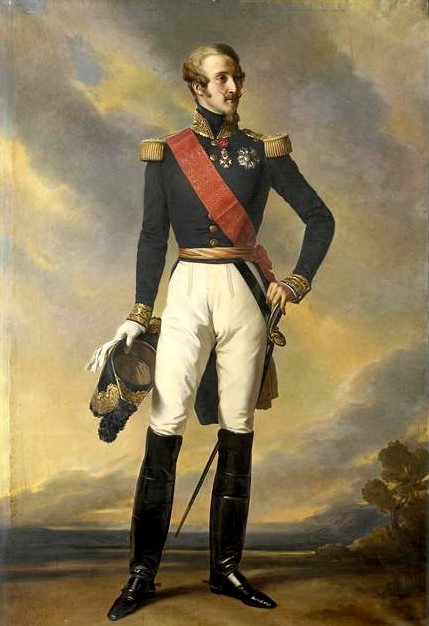
Louis d’Orléans; Porträt von Franz Xaver Winterhalter

Louis Charles Philippe Raphael d’Orléans, duc de Nemours (* 25. Oktober 1814 im Palais Royal in Paris; † 26. Juni 1896 in Versailles) war Herzog von Nemours sowie ein französischer Lieutenant-général und Général de division. Ihm zu Ehren benannte man den westalgerischen Küstenort Nemours, der heute Ghazaouet heißt.

## Leben

### Jugend und frühe Laufbahn
Der Herzog von Nemours war der zweite Sohn des späteren Königs der Franzosen Louis-Philippe I. und der Maria Amalia von Neapel-Sizilien. Er erhielt zusammen mit seinem älteren Bruder, dem nachmaligen Herzog Ferdinand Philippe von Orléans, seine wissenschaftliche Ausbildung in einer öffentlichen Lehranstalt, dem Collège Henriv IV., und betrieb namentlich das Studium der exakten Wissenschaften mit viel Erfolg. Bereits 1825 wurde er als möglicher Kandidat für die Krone Griechenlands vorgeschlagen.
Er betrat mit seinem älteren Bruder nach der Thronerhebung seines Vaters durch die Julirevolution von 1830 die militärische Laufbahn und stieg rasch die Karriereleiter höher. Auch wurde er in diesem Jahr Ritter des Ordens vom Heiligen Geist und Mitglied der Pairskammer. Sein Vater lehnte die dem Sohn im Februar 1831 vom belgischen Nationalkongress angetragene Krone Belgiens aus Rücksicht auf die anderen Mächte, vor allem Großbritannien, ab.  Dagegen nahm der Herzog von Nemours mit seinem Bruder an den beiden französischen Expeditionen nach Belgien, die das junge Königreich gegen die Niederlande unterstützen sollten, im August 1831 und November 1832 unter dem Marschall Gérard teil. Bei diesen militärischen Einsätzen bewies er, namentlich bei der Belagerung von Antwerpen, persönliche Unerschrockenheit. Im Juli 1834 wurde er zum Maréchal de camp ernannt. 1835 – sowie später in den Jahren 1838 und 1845 – unternahm er diplomatische Reisen nach England sowie 1836 nach Berlin und Wien.  Im November und Dezember 1836 nahm er in Algerien am ersten, missglückten Zug des Marschalls Clausel gegen Constantine teil. Bei der zweiten Expedition gegen Constantine 1837 befehligte er als Brigadegeneral das Belagerungskorps. Er demonstrierte auch hier seinen persönlichen Mut, indem er sich mehrmals, vor allem am 10. Oktober 1837 bei der Errichtung der Breschebatterie, dem feindlichen Beschuss aussetzte. Auch befand er sich in der Nähe des Generals Damrémont, als dieser am folgenden 12. Oktober von einer Kugel tödlich getroffen wurde.
Daraufhin avancierte der Herzog von Nemours zum Lieutenant-général, musste dafür aber viel öffentliche Kritik einstecken, weil dabei die üblichen Bedingungen für eine Beförderung nicht streng eingehalten wurden. Noch größeres Missfallen erregte das Bestreben des Königs, für seinen Sohn eine selbstständige äußere Stellung zu begründen, wozu die Nation die nötigen Mittel zur Verfügung stellen sollte. Schon vor dem zweiten Zug gegen Constantine hatte Graf Molé der Abgeordnetenkammer einen Gesetzesentwurf vorgelegt, wonach dem Herzog die fürstliche Domäne Rambouillet als Apanage angewiesen werden sollte. Dieser Gesetzesentwurf wurde jedoch noch vor seiner Erörterung in der Kammer zurückgezogen, weil die Regierung keine Möglichkeit sah, ihn durchzubringen.
Trotz dieser Erfahrung brachte das halbliberale Kabinett des Marschalls Soult drei Jahre später einen neuen Gesetzesentwurf ein, der das Apanageprojekt in veränderter Gestalt wiederholte. Die geplante Eheschließung des Herzogs von Nemours mit der 1822 geborenen Prinzessin Viktoria von Sachsen-Coburg-Saalfeld-Koháry bot dafür den Anlass. An demselben Tag (30. Januar 1840), an dem der Marschall Soult dieses Heiratsprojekt der Abgeordnetenkammer ankündigte, schlug er ein Gesetz vor, nach welchem dem Herzog eine jährliche Dotation von 500.000 Francs und eine gleiche Summe zur ersten Einrichtung bewilligt und seiner künftigen Gemahlin ein Wittum von 300.000 Francs jährlicher Renten ausgesetzt werden sollte. Infolge der entschiedenen Missbilligung dieses Vorschlags durch die liberale Partei wurde er am 20. Februar 1840 in der Abgeordnetenkammer, ohne Debatten und ohne dass die Minister zu Wort kamen, verworfen. Daraufhin traten die Minister sofort zurück. Das von der konservativen Partei verbreitete Gerücht, dass die beabsichtigte Heirat abgesagt werde, fand keinen Glauben. Tatsächlich fand dann die Vermählung am 27. April 1840 statt.
Im April 1841 ging der Herzog von Nemours wieder nach Algerien, um am Feldzug gegen Abd el-Kader teilzunehmen. Er diente unter dem Kommando von General Bugeaud und nahm am 29. April an dem Unternehmen zur Wiederverproviantierung von Medea sowie vom 3. bis zum 5. Mai an den harten Kämpfen bei Miliana teil. Bei der Expedition gegen die befestigte Stadt Takdempt befehligte er die erste Infanteriedivision.  Nach seiner Rückkehr nach Frankreich wurde er Kommandant des Feldlagers bei Compiègne. Nach dem Tod seines älteren Bruders, des Herzogs von Orleans († 13. Juli 1842), wurde ihm auf Vorschlag der Regierung für den Fall, dass König Louis-Philippe sterben würde, bevor der älteste Sohn des verstorbenen Herzogs mündig geworden wäre, die Regentschaft über Frankreich übertragen. Diese Maßnahme schien wegen des hohen Alters von Louis-Philippe nötig, kam aber dann nicht mehr zum Tragen.

### Exil in England nach der Februarrevolution 1848
Von Charakter streng und kalt, war der zudem eine gewisse Arroganz zeigende Herzog von Nemours bei den Franzosen nur wenig beliebt. Als der Ausbruch der Februarrevolution von 1848 kurz bevorstand und König Louis Philippe am 23. Februar 1848 zu Gunsten seines Sohns die Regierung niederlegte, nahm der Herzog diese jedoch nicht an. Stattdessen sollte nach seiner Meinung die Herzogin von Orléans die Regierungsgewalt übernehmen. Er ergriff keine aktiven Maßnahmen gegen das revoltierende Volk. Mit der Herzogin von Orléans und ihren beiden Söhnen erschien er am 24. Februar in der Abgeordnetenkammer, wurde aber von ihnen beim Ausbruch des Tumults getrennt und entkam in der Verkleidung eines Nationalgardisten.  In der Folge flüchtete er mit seiner Familie über Boulogne nach England. Dort ließ er sich mit seinen Eltern in Claremont House nieder.
Als das Verbannungsdekret gegen das Haus Orléans von der Nationalversammlung ausgesprochen wurde, protestierte er im Mai 1848 von Claremont aus dagegen. Durch den Tod seiner Tante, der Madame Adelaide († 1847), erhielt er aus deren Nachlassenschaft 10 Millionen Francs. Das Dekret vom 22. Januar 1852, das die Konfiskation der Güter des Hauses Orléans in Frankreich anordnete, veranlasste den Herzog, erneut Protest einzulegen. Sein hauptsächliches Ziel während seines Aufenthalts im Exil – insbesondere nach dem Tod seines Vaters – war eine Aussöhnung zwischen den beiden Zweigen der Bourbonen, da nur in diesem Fall an eine Wiedererrichtung der französischen Monarchie zu denken war. Diese Bemühungen scheiterten einerseits an der Haltung des Grafen von Chambord und andererseits an der Entschlossenheit der Herzogin von Orléans, die Thronansprüche ihres Sohns, des Grafen von Paris, aufrechtzuerhalten. Der Herzog von Nemours war in größerem Ausmaß als die anderen Prinzen seiner Familie bereit, auf die Forderungen der Legitimisten einzugehen. Langwierige Verhandlungen endeten aber schließlich 1857 mit einem vom Herzog von Nemours auf Druck seines Bruders François, Fürst von Joinville verfassten Brief, in dem er verlangte, dass Chambord an der Trikolore und der konstitutionellen Staatsform festhalten solle. 1871 bekundeten die Prinzen des Hauses Orléans erneut ihre Verbundenheit mit der älteren Linie ihrer Dynastie. Sie wurden aber nicht hinzugezogen, als der Graf von Chambord 1873 nach Paris reiste, und die politischen Differenzen blieben bis zu seinem Tod 1883 bestehen.

### Rückkehr nach Frankreich und späte Jahre
Der Herzog von Nemours hatte seit dem Tod der Königin Marie Amélie (1866) in Bushy House gelebt. Nach der Aufhebung des Verbannungsdekrets der französischen Königsfamilie 1871 kehrte er von England nach Paris zurück. Er trat hierauf im März 1872 als Divisionsgeneral in die französische Armee ein und ging 1879 zur Reserve über. Auch danach blieb er Präsident des französischen Roten Kreuzes, bis 1886 neue Verordnungen gegen die Prinzen von Geblüt in Kraft traten. So wurde der Herzog von Nemours aufgrund des Gesetzes vom 23. Juni 1886 aus der Armeeliste gestrichen. In der Folge zog er sich aus der Pariser Gesellschaft zurück. Während der Präsidentschaft von Marschall Mac-Mahon, einem entschiedenen Monarchisten, erschien er manchmal im Élysée-Palast. Er starb 1896 im Alter von 81 Jahren in Versailles.

## Nachkommen
Aus der am 27. April 1840 geschlossenen Ehe des Herzogs von Nemours mit Viktoria von Sachsen-Coburg-Saalfeld-Koháry, der Tochter des Herzogs Ferdinand von Sachsen-Coburg-Gotha entsprangen:
1. Gaston (1842–1922) ⚭ 15. Oktober 1864 Isabella von Brasilien
2. Ferdinand (1844–1910) ⚭ 28. September 1868 Sophie in Bayern
3. Marguerite (1848–1893) ⚭ 15. Januar 1872 Fürst Władysław Czartoryski
4. Blanche (1857–1932)